# Lucie Cousturier
Lucie Cousturier, née Jeanne Lucie Brû à Paris le 19 décembre 1876 et morte dans la même ville le 15 juin 1925 est une artiste peintre, écrivaine, essayiste et militante anticolonialiste française.

## Biographie
Lucie Brû naît dans une famille aisée, son père Léon Casimir posséde la manufacture de poupées Brû à Paris. Dès 14 ans, elle s'intéresse à la peinture. Elle est l’élève des artistes néo-impressionnistes Paul Signac et Henri-Edmond Cross. Elle peint dans un style proche de ces peintres et consacre des études à leurs œuvres. Elle se marie en 1900 avec Edmond Cousturier, peintre et critique d'art. 

### Artiste néo-impressionniste
Elle fait partie du courant des néo-impressionnistes et expose au Salon des indépendants en 1901. Elle expose en 1906 au Salon de la libre esthétique de Bruxelles et présente des toiles à la Berliner Secession de Berlin. Des expositions personnelles régulières ont lieu de 1906 à 1913. Elle peint des œuvres au « pointillisme modéré » dont elle sait aussi s’affranchir. Elle rédige à partir de 1911 divers articles et monographies sur les membres importants de ce mouvement (Georges Seurat, Paul Signac, Henri-Edmond Cross, Ker-Xavier Roussel, Maurice Denis) qui constituent des témoignages de première main, montrent sa maîtrise de la théorie de la peinture néo-impressionniste et font d'elle la première spécialiste de ce mouvement.
Son oeuvre présente une variété de thèmes et son style se modifie au cours de sa vie, passant d'un néo-impressionnisme maîtrisé à des aquarelles spontanées réalisées durant ses voyages.

### Militante pour l'émancipation des peuples de couleur
Durant la Première Guerre mondiale, elle va vivre à Fréjus dans une maison achetée en 1913, « Les Parasols », à côté de laquelle sont installés des campements de tirailleurs sénégalais qui y séjournent avant leur montée au front. Elle visite les campements et décide d'améliorer l'apprentissage de la langue française des soldats : elle organise des cours d'alphabétisation à son domicile, et en fera le thème du récit Des inconnus chez moi qu'elle publie en 1920.
En 1921 et 1922, chargée par le gouvernement français d’étudier "le milieu indigène familial et spécialement le rôle de la femme", elle effectue un voyage en Afrique-Occidentale française dont elle ramène de nombreuses toiles et trois nouveaux livres qui retracent ce périple. Lucie Cousturier fait figure de précurseur sur ce sujet, avant d’autres intellectuels français engagés comme André Gide (Voyage au Congo, 1927 et Retour du Tchad, 1928) ou Michel Leiris (L'Afrique fantôme, 1934). Les portraits qu'elle réalise sont loin des représentations stéréotypées des peuples africains, nus ou dans des costumes authentiques, qui prévalaient alors. Revenue en France, elle écrit dans Le Paria, « journal des prolétariats noirs et jaunes », et consacre la fin de sa vie au combat pour l’émancipation des peuples de couleur.

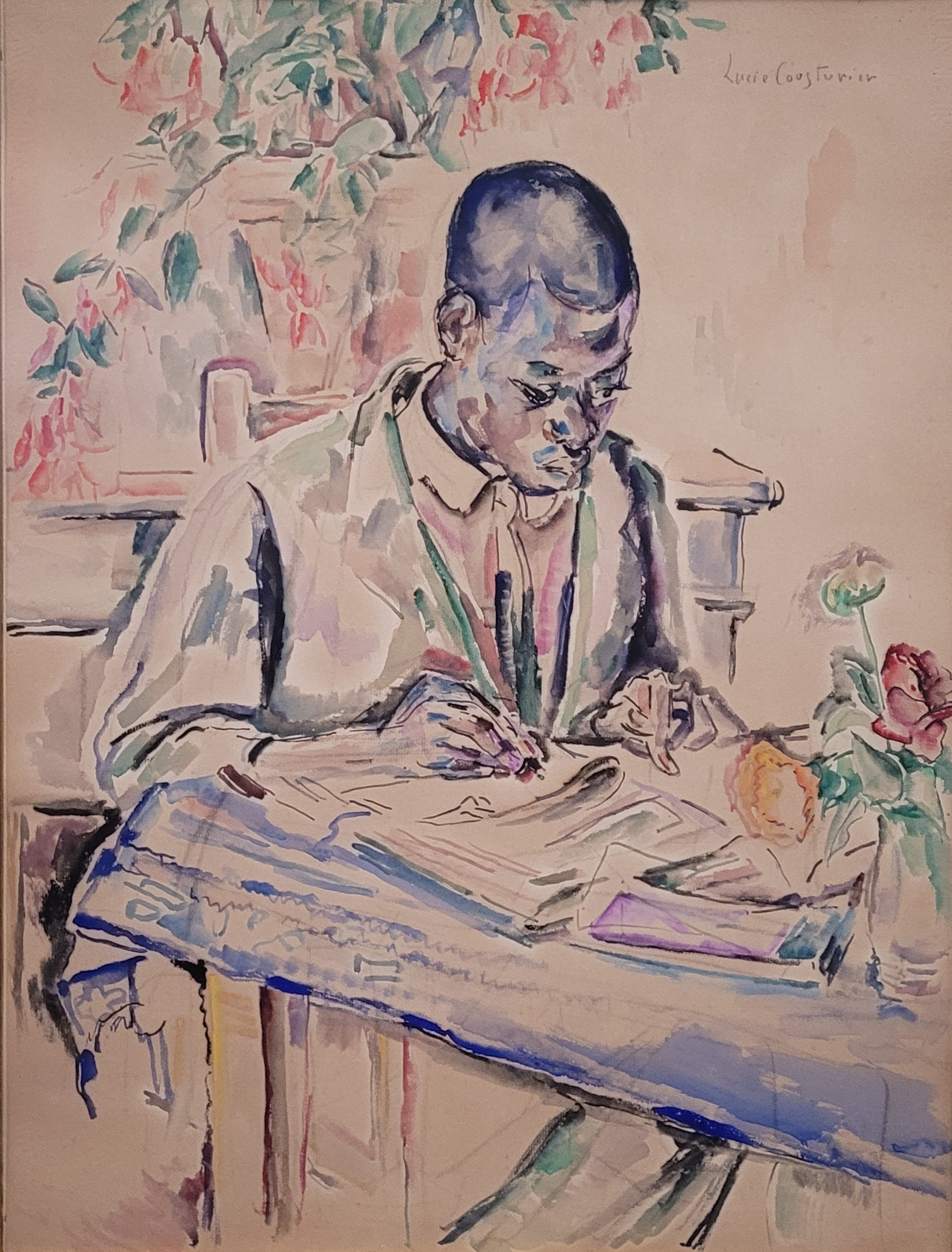
Le nègre écrivant, aquarelle peinte entre 1921 et 1924.

### Collection Brû-Cousturier
Commencée par son père — sans doute sur le conseil de sa fille —, la collection Bru-Cousturier dont hérite Lucie Cousturier, comptait des pièces importantes du mouvement néo-impressionniste, dont la célèbre toile de Georges Seurat, Un dimanche après-midi à l'Île de la Grande Jatte, achetée à la famille Seurat en 1900 pour 800 francs. La toile est vendue en 1924 à des collectionneurs de Chicago, Frederic Clay et Helen Birch Bartlett, puis donnée à l'Art Institute of Chicago deux ans plus tard, avec une clause interdisant tout prêt extérieur, à l'exception d'une unique fois, ce qui aura lieu à New York en 1958 pour une rétrospective Seurat organisée par les directeurs de l'Art Institute of Chicago et du Museum of Modern Art, Daniel Catton Rich et René d'Harnoncourt.

## Œuvres

### Peinture
- Fleurs et fruits de Provence, 1890-1917, huile sur toile, Helsinki, Ateneum Art Museum[10]
- Pivoines, 1900-1910, huile sur bois, Saint-Denis-de-la-Réunion, Musée Léon-Dierx[11]
- Les Jouets, 1903, Norfolk, Chrysler Museum of Art[12]
- Autoportrait, vers 1905-1910, huile sur bois, musée d'art d'Indianapolis[13]
- Vase de fleurs, huile sur toile, Minneapolis, musée d'art d'Indianapolis
- Femme faisant du crochet, vers 1908, huile sur toile, Paris, musée d'Orsay[14]
- Bouquet de fleurs, 1910, huile sur toile, Cologne, Wallraf-Richartz-Museum & Fondation Corboud
- Fleurs, vers 1912, huile sur toile, Saint-Tropez, Musée de l'Annonciade[15]
- Femme à sa toilette, non daté, huile sur toile, Beauvais, Musée de l'Oise[16]
- Promenade au bois, localisation inconnue[17]
- Massif de la Jungfrau (soir), localisation inconnue[17]
- Saint-Tropez (l'eucalyptus)', localisation inconnue[17]
- Anthémis, localisation inconnue[17]
- Poivrons et grenades, localisation inconnue[17]
- Homme noir écrivant, 1921-1924, aquarelle sur papier, Saint-Tropez, musée de l'Annonciade[18]

### Publications
- Des inconnus chez moi, 1920[19].
- La forêt du Haut-Niger, 1923[20].
- Mes inconnus chez eux, mon amie Fatou, citadine[21], Paris, F. Rieder et Cie, éditeurs, 1925.
- Mon ami Soumaré, laptot, 1925.
- Seurat, Paris, 1926[22].
- K. X. Roussel, Paris, 1927[23].

## Expositions
- Elle fait partie des artistes présentées dans le cadre de l'exposition « Artistes voyageuses, l'appel des lointains – 1880-1944 » au palais Lumière d'Évian puis au musée de Pont-Aven en 2023[24].
- Une exposition lui est consacrée du 16 juin au 14 octobre 2018 au musée de Vernon[25].